# Gust Wyn
Hubert Augustijn Wyn (Niel, 5 november 1904 - 14 november 1974), beter bekend als Gust Wyn was een Belgisch syndicalist en politicus voor de BWP / BSP.

## Levensloop
Wyn was vakbondssecretaris voor de Algemene Centrale (AC) te Niel van 1933 tot juli 1948. Tevens maakte hij vanuit deze hoedanigheid deel uit van het nationaal bestuur van deze vakcentrale. Vanaf 1945 was hij secretaris van het AC-gewest Boom.
Vanaf 1939 was hij gemeenteraadslid, vanaf 1947 burgemeester van Niel, een functie die hij tot aan zijn dood in 1974 uitoefende. Tijdens de lokale verkiezingen van 1970 voerde hij campagne met de slogan  'Nielenaren, geen avonturen. Laat Gust Wyn voortbesturen!' . Van 1946 tot 1949 was hij socialistisch provinciaal senator en van 1949 tot 1968 senator voor het arrondissement Antwerpen.
Zijn staatsieportret in de raadzaal van het gemeentehuis van Niel werd vervaardigd door Theo Van de Velde in 1974. De Sporthal August Wyn in Niel is naar hem vernoemd.